# Дотишамп, Шарль Мари де Бомон
Шарль Мари Огюст Жозеф де Бомон, граф д’Отишам (8 августа 1770, около Анжера — 6 октября 1859, замок Де ля Рош Фатон, Лумуа, департамент Дё-Севр) — французский вандейский военачальник-роялист, племянник генерала-роялиста французской и русской службы маркиза Жана Луи Дотишампа.

## Биография
Выходец из аристократической семьи, к 1789 году — капитан полка драгунов Конде, после революции эмигрировал вместе с семьёй. Когда оказалось, что королю на время удалось сохранить свою власть, Дотишамп вернулся и служил офицером в Конституционной гвардии короля, лишь чудом избежав гибели во время штурма Тюильри, сопровождавшегося резнёй гвардейцев восставшим народом. Бежал в Анжу, где стал одним из лидеров начинавшегося вандейского восстания. Дотишамп участвовал в осаде Нанта в июне 1793 года, а в сентябре был среди вандейских лидеров, одержавших над республиканцами победу при Шонтонэ, во главе одной из колонн неудачно пытался штурмовать Гранвиль. Однако вскоре последовало крупное поражение вандейцев при Шоле в октябре 1793 года, а в декабре ещё одно — при Мансе, где Дотишамп был пленён, но сумел бежать. Продолжил сражаться совместно со Стоффле, которого сменил после его гибели во главе крупного соединения вандейцев, в мае 1796 года вёл переговоры с республиканским генералом Лазаром Гошем, внесшим решающий вклад в разгром восстания.
Какое-то время после этого Дотишамп прожил в Париже, затем вынужден был скрываться, а когда в 1799 году восстание в Вандее вспыхнуло с новой силой, вновь оказался среди его лидеров. После прихода к власти Бонапарта, восстание постепенно заглохло, Дотишамп в 1800 году признал заключение мира с французским правительством, и вплоть до 1814 года проживал как частное лицо, получая государственную пенсию.
Возвращения династии Бурбонов в 1814 году на штыках союзных войск во Францию, для Дотишампа было долгожданным. Вместе с королём из эмиграции вернулся и его дядя. Однако уже в 1815 году Наполеон высадился на юге Франции. Начались события, вошедшие в историю, как Сто дней.
Когда Париж признал власть Наполеона, восстание в Вандее вспыхнуло вновь, и во главе его встал Дотишамп, совместно с другим лидером роялистов — Сюзанне. 20 июня 1815 года состоялось сражение при Рошсервьере, в котором наполеоновские генералы Ламарк и Брайе столкнулись с армией Сюзанне и Дотишампа. Сражение отличалось крайней мотивированностью всех участников — бонапартисты ставили на карту всё, во имя своей преданности Императору, против которого объединилась вся Европа, тогда как под началом графа де Сюзанне и графа Дотишампа выступили люди, десятилетиями сражавшиеся за ценности Старого порядка. Это сражение закончилось победой бонапартистов, части роялистов были рассеяны, а раненый Сюзанне скончался на следующий день в соседней деревне. Однако все эти события произошли после состоявшейся 18 июня битвы при Ватерлоо. Вскоре король опять возвратился в Париж, Наполеон отправился в изгнание, а только что одержавшие важную победу генералы Ламарк и Брайе были вынуждены на время бежать за границу.

Герб Дотишампа.

После Второй реставрации Бурбонов, Дотишамп получил чин генерал-лейтенанта, был сделан пэром Франции, и занял почётную должность генерал-инспектора пехоты. В 1830 году произошла Июльская революция, в ходе которой его 92-летний дядя во главе швейцарских гвардейцев, едва ли не единственный, защищал короля от восставших. Шарль Дотишамп после этого вышел в отставку, но когда в 1832 году герцогиня Беррийская попыталась поднять очередной мятеж, оказался среди её сторонников, после чего вынужден был на семь лет эмигрировать, а затем получил амнистию.
Проживший долгую жизнь Шарль Дотишамп, был одним из немногих вандейских военачальников, доживших до времён Второй империи. Его женой была Мария Элизабет Шарлотта Генриетта Юли де Вассе, в браке родился сын.
В современной Франции роялисты в целом не рассматриваются, как положительные герои, реставрация монархии Бубонов, за которую они так долго сражались, бесславно окончилась уже в 1830 году Июльской революцией, тогда как достижения республиканской и, отчасти, наполеоновской Франции (в частности, департаменты и кодекс Наполеона) не утратили актуальности и сегодня.